# Bradford on Tone
Bradford on Tone, ook Bradford-on-Tone, is een civil parish in het bestuurlijke gebied Somerset West and Taunton, in het Engelse graafschap Somerset met 622 inwoners.

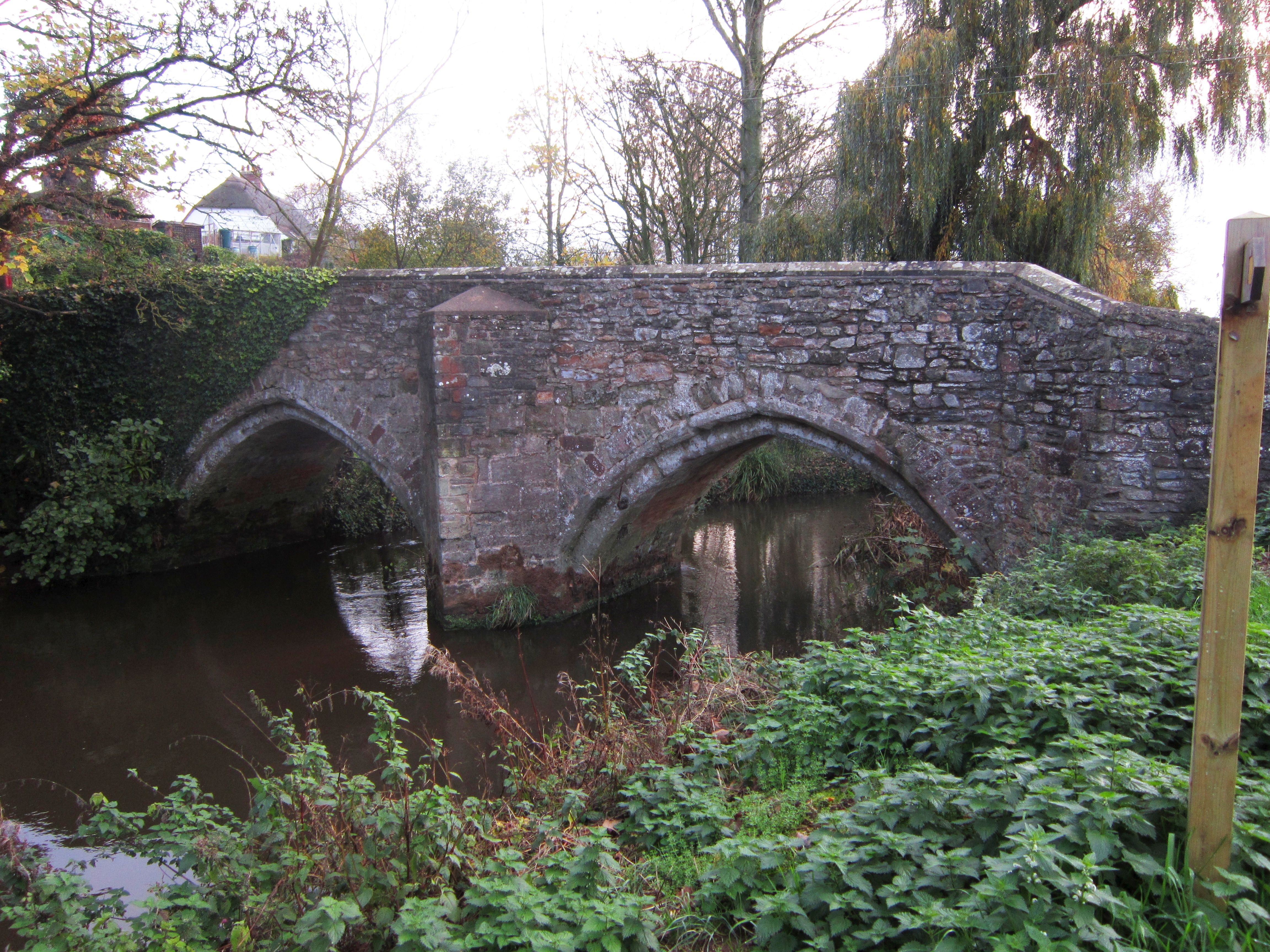
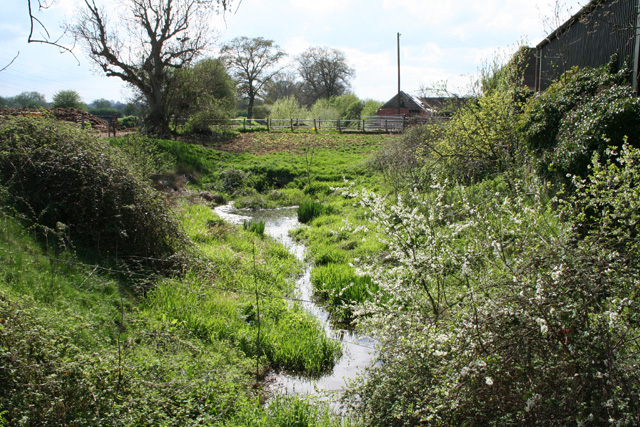
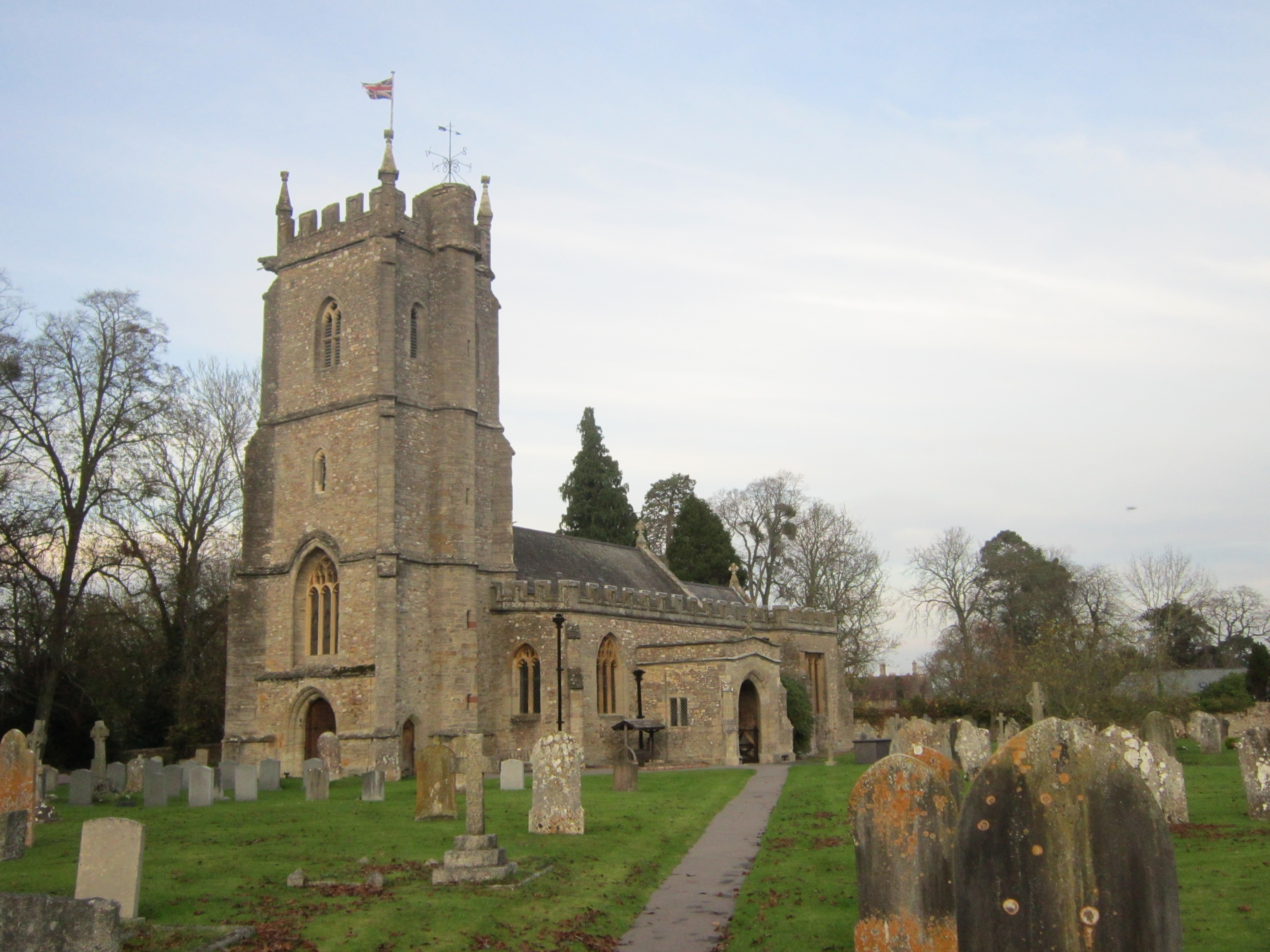